# فرهاد کوهکن
فرهادکوهکن از عشاق مشهور و ناکام ادب پارسی و عاشق افسانه‌ای شیرین رقیب خسرو پرویز بود. در متون تاریخی و ادبی قدیم اشاره‌ای به شخصیت او نشده‌است اما در بعضی از کتاب‌های قدیم از فرهادسپهبد و در بعضی دیگر از فرهادحکیم نام برده شده‌است که مهندس بود و کار ساختن بعضی از نقوش در بناهای عصر خسرو پرویز به او منسوب است.
همچنین در کتاب فرهنگ نام های شاهنامه ، منصور رستگار فسائی و کتاب فرهنگ جامع نام های شاهنامه نوشته محمد رضا عادل ، می گویند « فرهاد شخصیتی پهلوانی در ایران باستان است ، او از نژاد برزین است ، به رسم پهلوانان ایران باستان دارای درفش با نقش آهو و گاومیش توصیف می شود. »
نماد گاومیش نماد خاندان اسپهبدان کارنی است که اثبات شده بلوچ بوده و از کتاب تاریخ پیامبران و شاهان و فرمانروایان این سخن بدست میاد که اصالت ایرانی الاصل فهستند.  
نرسی و شاهپور ۲ پسر از ۷ فرزند پسری فرهاد بوده و ایل کلهر نیز معتقدند از نسل آن هستند. 
همچین بعضی از بزرگان ایل کوهکن در سیستان و بلوچستان نیز چنین اعتقادی دارند .

همچنین فرهاد سمبل تقابل اشکانی و ساسانی هست. اسم پدر فرهاد نیز آذر بابا بوده است.
| بر شهید تیشهٔ عشقت منال ای بیستون |  | چون در این دامان الوند خفته بس فرهادها |

## فرهاد در منابع
از سدهٔ ششم قمری به بعد که نظامی گنجوی در داستان خسرو و شیرین ماجرای عشق او و شیرین را به نظم درآورد، شهرت فرهاد در ادب فارسی از خسرو نیز فراتر رفت. در این داستان فرهاد حجار و مهندس و انسانی ساده‌دل و یکرنگ، به غایت نیرومند و مستغنی از مال و سخت استوار است.
بر طبق افسانه‌ها فرهاد در مأموریتی شیفتهٔ شیرین شد امّا خسروپرویز او را به کندن کوه بیستون واداشت، با این شرط که اگر در این کار توفیق یافت شیرین را به او واگذارد، اما به این امید که او جان بر سر این کار ببازد. فرهاد با شوق و توانایی خاصی به این کار پرداخت و پاره‌های سنگین کوه را که ده مرد از برداشتن آن عاجز بودند، کَند. گویند به تحریک خسرو پرویز، پیرزنی به دستور خسرو پرویز در ازای طلا به دروغ خبر مرگ شیرین را به او داد. فرهاد با شنیدن این خبر، ابتدا پیرزن را به علت رساندن خبر بد به او، مجازات کرد. او را به کوه بیستون کوبیده و در همانجا باقی ماند و مثانه او خالی شد سپس تیشهٔ خود را هفت بار به اسمان پرت کرد  و فرشتگان شش بار مانع از برخورد تبر با او شدند. بار هفتم تبر بر سر فرهاد زد و در دم جان سپرد. البته در روایتی که وحشی بافقی بعدها به تقلید از نظامی نوشت، فرهاد با کوبیدن تیشه بر سر خود، خودکشی می‌کند.
شخصیت فرهاد همچون اسطورهٔ پاکبازی عشق و پایمردی در هاله‌ای از افسانه در شعر و ادب فارسی عرضه شده‌است و بر محور داستان عشق او به شیرین و رقابتش با خسرو پرویز داستان‌های منظوم بسیاری به وجود آمده‌است که به رغم برخی اختلافات در اساس با هم اشتراک دارد.
همچنین در ادبیات ایران آمده که لاله از خون فرهاد از زمین برخاسته است.
| زحسرت لب شيرين هنوز می‌بينم |  | كه لاله می‌دمد از خون دیدهٔ فرهاد |

## مکان‌های یادبود شیرین و فرهاد
هنری راولینسون در سفری که در سال ۱۸۳۶ به ایران داشته اشاره کرده‌است که در کردستان ایران مکان‌های زیادی وجود دارد که در فرهنگ عمومی مردم کرد به داستان عاشقانۀ شیرین و فرهاد منسوب شده و یا ساخت آن به فرهاد منتسب شده‌است. در منطقۀ کرمانشاه داستان شیرین و فرهاد جایگاه بالایی در فولکلور کردی و فرهنگ مردم دارد.
- فرهاد تراش در مجموعۀ بیستون.
- فرهاد تراش در پارک شهر هرسین.
- فرهاد تراش در روستای وینسار قروه.
- دخمۀ شیرین و فرهاد در صحنه.
- طاق شیرین و فرهاد در روستای چهل زرعی، تنگ کوشک، در زرنه استان ایلام.[۴]
- کاخ خسرو در قصر شیرین.
- درخت شیرین و فرهاد در طاق‌بستان کرمانشاه.[۵]
- طاق شیرین در ریجاب کرمانشاه
- دخمه سنگی فرهاد در روستای سنگر
- غار فرهاد (ایوان فرهاد) در سراب
- مقبره شیرین و فرهاد در سیه‌چشمه